# فلوز (کالیفرنیا)
فلوز (انگلیسی: Fellows, California) شهری در شهرستان کرن، کالیفرنیا است.